# Мерида (штат)
Ме́рида (исп. Mérida) — штат на западе Венесуэлы в Андах.
Площадь — 11 300 км². Население — 828 592 человек (2011).
Административный центр — город Мерида, расположенный на высоте 1630 м над уровнем моря. В штате расположена крупнейшая астрономическая обсерватория в Венесуэле — Национальная астрономическая обсерватория Ллано Дель Хато.

## География
На территории штата много озер и рек, в большинстве из которых в изобилии водится форель, один из деликатесов Мериды. Самая крупная река — Чама. Недалеко от города Мериды находится самая высокая вершина Венесуэлы — пик Боливар (4981 м).

## Муниципалитеты
- Альберто-Адриани (Эль-Вихья)
- Андрес-Белло (Ла-Асулита)
- Антонио-Пинто-Салинас (Санта-Крус-де-Мора)
- Арикагуа (Арикагуа)
- Арсобиспо-Чакон (Канагуа)
- Кампо-Элиас (Эхидо)
- Карасьоло-Парра-Олмедо (Тукани)
- Карденаль-Куинтеро (Санто-Доминго)
- Гуараки (Гуараки)
- Хулио-Сесар-Салас (Арапуэй)
- Хусто-Брисеньо (Торондой)
- Либертадор (Мерида)
- Миранда (Тимотес)
- Обиспо-Рамос-де-Лора (Санта-Элена-де-Ареналес)
- Падре-Ногера (Санта-Мариа-де-Капаро)
- Пуэбло-Йано (Пуэбло-Йано)
- Ранхель (Мукучиэс)
- Ривас-Давила (Байладорес)
- Сантос-Маркина (Табай)
- Сукре (Лагунийас)
- Товар (Товар)
- Тулио-Фебрес-Кордеро (Нуэва-Боливиа)
- Сэа (Сэа)

## Экономика
Экономика Мериды состоит из туризма, земледелия и горной промышленности. Штат является важным центром производства кофе в стране.

## Туризм
В штате Мерида находится канатная дорога «Телерифико-де-Мерида», ведущая на пик Эспехо (4800 м). Согласно местным данным — самая высокогорная и длинная канатная дорога в мире.
Горячие термальные источники Чигуара, Табай, Санта-Аполониа и другие.
Национальный парк «Сьерра-Невада».

## Галерея
- Национальный парк «Сьерра-Невада»
- Канатная дорога «Телерифико-де-Мерида»
- Река Чама
- Дороги Мериды